# Кулаковська Тамара Нікандрівна
Тамара Нікандрівна Кулаковська (17 лютого 1919, м. Полоцьк, Вітебська область — 15 листопада 1986) — білоруський вчений у галузі агрохімії та ґрунтознавства. Член-кореспондент АН БРСР (1969), академік ВАСГНІЛ (1975), доктор сільськогосподарських наук (1965), професор (1974). Заслужений діяч науки БРСР (1974). Герой Соціалістичної Праці (1979). Лауреат Державної премії БРСР (1976).

## Життєпис
У 1936 р. вступила на факультет ґрунтознавства та агрохімії Московської ордена В. І. Леніна сільськогосподарської академії імені К. А. Тімірязєва, де вчилася у відомих професорів — І. А. Каблукова, Н. Я. Дем'янова, П. М. Жуковського, Д. Я. Прянишникова, В. Р. Вільямса. Після закінчення академії в 1941—1944 рр. працювала в агрохімічній лабораторії, потім у відділі землеробства Челябінської державної селекційної станції. У 1945 р. вступила на заочну аспірантуру Всесоюзного науково-дослідного інституту каучуконосів, де працювала над темою «Роль попередників кок-сагизу в трав'яних сівозмінах лісостепової зони». У 1950 р. присуджено науковий ступінь кандидата сільськогосподарських наук.
З 1949 року працювала в Білоруському науково-дослідному інституті меліорації і водного господарства АН БРСР. У цей період нею проведені дослідження з проблем живлення рослин і застосування добрив на торф'яно-болотних ґрунтах.
У 1958 році перейшла в Білоруський науково-дослідний інститут ґрунтознавства, де протягом десяти років проводила дослідження з оцінки впливу агрохімічних властивостей ґрунтів і добрив на продуктивність сільськогосподарських культур. Ці дослідження дозволили Т. Н. Кулаковській зробити важливі теоретичні висновки і збагатити агрохімічну науку в області пізнання взаємозв'язку між біологічними вимогами рослин та зовнішніми умовами їх росту і розвитку, дали можливість виявити провідні фактори ґрунтового середовища, які суттєво впливають на живлення рослин, і дати їх кількісну оцінку. Результати роботи цього періоду представлені в докторській дисертації «Агрохімічні властивості ґрунтів БРСР, їх значення в продуктивності сільськогосподарських культур і раціональне застосування добрив», яку Т. Н. Кулаковська захистила в 1965 р.
У 1969 р. обрано членом-кореспондентом АН БРСР і призначено директором Білоруського науково-дослідного інституту ґрунтознавства та агрохімії. Під керівництвом Т. Н. Кулаковської і за її безпосередньої участі колективом інституту проведені роботи по вивченню ґрунтового покриву республіки, розробка прийомів раціонального використання добрив і узагальнені в монографії «Ґрунти Білоруської РСР». За цикл робіт з вивчення ґрунтів Білоруської РСР, опублікованих у 1968—1974 рр., колектив співробітників інституту удостоєний Державної премії БРСР.
У 1975 р. Т. Н. Кулаковська обрана академіком Всесоюзної академії сільськогосподарських наук імені В. І. Леніна. За сукупність робіт в області агрохімічних досліджень у 1977 р. їй присуджено премію Д. Н. Прянишникова. У 1980 Т. Н. Кулаковська була академіком-секретарем Західного відділення ВАСГНІЛ і очолювала його до останніх днів життя.

## Науковий і практичний внесок
Розроблено методи прогнозу родючості ґрунтів і врожайності сільськогосподарських культур, оцінки ефективності мінеральних добрив та комплексної оцінки стану родючості ґрунтів. Досліджена динаміка балансу поживних речовин в землеробстві республіки; розроблено ряд моделей — затребуваності в добривах по полях і господарствах, розподілу добрив, ефективності їх дії з урахуванням умов погоди.
Автор понад 340 наукових робіт, у тому числі 67 монографій і збірників, виданих під її редакцією.
Створила велику наукову школу. Під її керівництвом успішно захистили кандидатські дисертації 30 осіб, в їх числі академік НАН Білорусі В. М. Богдевич.
Проводила велику роботу по координації наукових досліджень, виконанні комплексних розробок різними науковими установами. Під її керівництвом розроблялися нові напрями досліджень, проводилася підготовка та публікація результатів комплексних розробок.
Розвинула новий напрямок агрохімічної науки — оптимізацію комплексу агрохімічних властивостей ґрунтів і управління процесами формування родючості з метою створення ґрунтів, здатних забезпечити стабільно високі врожаї при гарній якості продукції. Цей напрямок знайшов практичне відображення в державних програмах підвищення родючості ґрунтів Білорусі на 1976—1980 рр. і 1981—1985 рр., підготовлені під керівництвом Т. Н. Кулаковської. 

## Нагороди
Нагороджена орденами Трудового Червоного Прапора (1966), Орденом Жовтневої Революції (1971), Орденом Леніна (1979), медалями.

## Основні роботи
1. Агрохимические свойства почв и их значение в использовании удобрений. Мн.: Урожай, 1965.
2. Применение удобрений. Мн.: Урожай, 1970.
3. Почвы Белорусской ССР. Мн., 1968—1974 (рэд.).
4. Почвенно-агрохимические основы получения высоких урожаев. Мн.: Урожай, 1978.
5. Оптимизация агрохимической системы почвенного питания растений. М.: Агропромиздат, 1990.